# Live in Cottbus '98
Live in Cottbus '98 es un DVD de la banda americana Death. Fue grabado en Cottbus, Alemania en 1998 y lanzado el 11 de noviembre de 2005, a través de Nuclear Blast. El DVD fue lanzado, junto con el relanzamiento de The Sound of Perseverance, para conmemorar el cuarto aniversario de la muerte de Chuck Schuldiner.
El álbum fue grabado directamente a través de la caja de resonancia y, como resultado, es muy áspero. El DVD también carecía de un listado de pistas adecuado.
El video aparece en la versión deluxe del disco

## Listado de canciones
| N.º | Título                         | Duración |  |
| 1.  | «The Philosopher»              |          |  |
| 2.  | «Spirit Crusher»               |          |  |
| 3.  | «Trapped in a Corner»          |          |  |
| 4.  | «Scavenger of Human Sorrow»    |          |  |
| 5.  | «Together as One»              |          |  |
| 6.  | «Flesh and the Power it Holds» |          |  |
| 7.  | «Drum Solo»                    |          |  |
| 8.  | «Flattening of Emotions»       |          |  |
| 9.  | «Symbolic»                     |          |  |
| 10. | «Pull the Plug»                |          |  |

## Créditos
- Chuck Schuldiner – voz, Guitarra
- Richard Christy – Batería
- Scott Clendenin – Bajo
- Shannon Hamm – Guitarra